# Campionati europei di atletica leggera 1946 - 5000 metri piani
I 5000 metri piani maschili ai campionati europei di atletica leggera 1946 si sono svolti il 23 agosto 1946.

## Podio
| Oro     | Sydney Wooderson Gran Bretagna |
| Argento | Wim Slijkhuis Paesi Bassi      |
| Bronzo  | Evert Nyberg Svezia            |

### Risultati
| Pos.    | Nome                 | Nazionalità    | Tempo   | Note                                     |
| ------- | -------------------- | -------------- | ------- | ---------------------------------------- |
| Oro     | Sydney Wooderson     | Gran Bretagna  | 14'08"6 | Record dei campionati · Record nazionale |
| Argento | Wim Slijkhuis        | Paesi Bassi    | 14'14"0 | Record nazionale                         |
| Bronzo  | Evert Nyberg         | Svezia         | 14'23"2 |                                          |
| 4       | Viljo Heino          | Finlandia      | 14'24"4 |                                          |
| 5       | Emil Zátopek         | Cecoslovacchia | 14'25"8 | Record nazionale                         |
| 6       | Gaston Reiff         | Belgio         | 14'45"8 |                                          |
| 7       | Rikard Greenfort     | Danimarca      | 14'46"0 |                                          |
| 8       | Raphaël Pujazon      | Francia        | 14'46"8 |                                          |
| 9       | René Breistroffer    | Francia        | 14'50"4 |                                          |
| 10      | Aage Poulsen         | Danimarca      | 14'53"6 |                                          |
| 11      | Charles Heirendt     | Lussemburgo    | 15'00"6 | Record nazionale                         |
| 12      | Marcel Vandewattyne  | Belgio         | 15'08"0 |                                          |
| 13      | András Pataki        | Ungheria       | 15'33"6 |                                          |
| 14      | Leon Aasbø           | Norvegia       | 15'33"8 |                                          |
|         | Napoleon Dzwonkowski | Polonia        | dnf     |                                          |
|         | Helge Perälä         | Finlandia      | dnf     |                                          |
|         | Åke Durkfeldt        | Svezia         | dnf     |                                          |
|         | Arnt Rohme           | Norvegia       | dnf     |                                          |